# Máscara tres-veinte
Máscara tres-veinte es una pintura al óleo sobre lienzo de la artista Maruja Mallo. Fue creada en torno a 1975 y 1978 y tiene unas dimensiones de 24 cm de alto x 40 cm de ancho.

## Descripción
Se trata de una pintura creada entre 1975 y 1978 en óleo sobre lienzo. En formato apaisado, tiene un tamaño de 24 cm de alto x 40 cm de ancho.
En Máscara tres-veinte, al igual que en Máscara 4º Río de la Plata (hacia 1979), otra obra de Mallo, no se puede apreciar claramente en la composición el punto en el que el fondo y termina la figura, siendo en ambas obras difícil identificar la máscara. En ambos casos, parten de complejos estudios geométricos creados tras un gran aparato de bocetos y estudios previos.

## Historia
La obra fue creada entre 1975 y 1978, sin conocerse la fecha exacta. La paleta de colores empleada en esta obra es casi idéntica a la que Mallo utilizó en su maquillaje y vestido durante la entrevista que concedió a Joaquín Soler en 1980.
En 1988, la obra ingresó en la colección del Museo Nacional Centro de Arte Reina Sofía de Madrid con el número de registro AS08086, procedente de los fondos del Museo Español de Arte Contemporáneo.